# Heerlijkheid Vromade
De heerlijkheid Vromade, eigenlijk Vrouwmader-Kampen, is een voormalige heerlijkheid in de Nederlandse provincie Zuid-Holland van circa 42 bunder groot.

## Geschiedenis

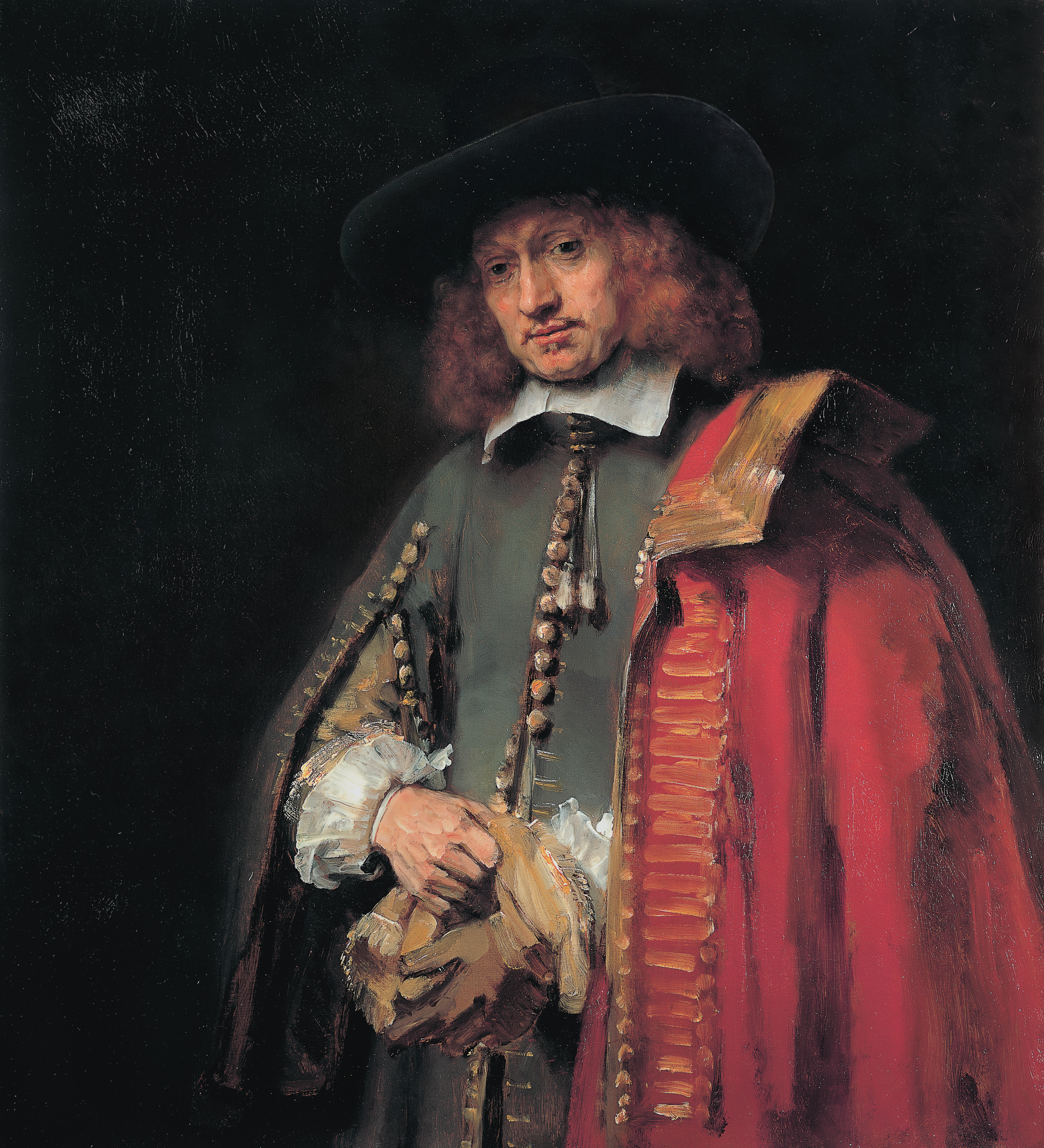
Jan Six (1618-1700) door Rembrandt van Rijn (1654), eerste heer van Vromade uit het geslacht Six

De heerlijkheid heette vroeger een achterleen te zijn van Sluipwijk en was gelegen in Zwammerdam. In 1666 werd zij aangekocht door de beroemde Jan Six (1618-1700) en sindsdien is deze in het geslacht Six gebleven. In 1848 werd het noch als een dorp, noch als gehucht gezien en bestond het slechts uit enkele huizen.

### Heren van Vromade (geslacht Six vanaf 1666)
Jan Six, heer van Vromade (1666, door koop) en vrijheer van Wimmenum (1679, door koop) (1618-1700)
- mr. Jan Six (1668-1750), vrijheer van Wimmenum, heer van Vromade en heer van Hillegom (1722, door koop)
  - mr. Jan Six, vrijheer van Wimmenum, heer van Hillegom en Vromade (1730-1779)
    - mr. Jan Six, vrijheer van Wimmenum, heer van Hillegom en Vromade (1756-1827)
      - jhr. mr. Hendrik Six, heer van Hillegom (1790-1847)
        - jhr. dr. Jan Pieter Six, heer van Hillegom en Wimmenum (1824-1899)
          - prof. jhr. dr. Jan Six, heer van Hillegom en Wimmenum (1857-1926)
            - jhr. Jan Six, heer van Hillegom (1891-1961)
              - jhr. ir. Pieter Jacob Six, heer van Vromade (1929)

        - jhr. Pieter Hendrik Six, heer van Vromade (1827-1905)
          - jhr. Rudolf Carel Six, heer van Vromade (1865-1915)
          - jhr. ir. Jan Willem Six, heer van Vromade (1872-1936)